# Caproni Ca.6
Il Caproni Ca.6 fu il sesto aeroplano progettato e costruito dal pioniere dell'aviazione trentino Gianni Caproni. Si trattava di un biplano caratterizzato da una configurazione con travi di coda e impennaggi posteriori, solo orizzontali. I dettagli della sua attività di volo, svolta nel corso del 1911, sono sconosciuti, ma essa fu presumibilmente piuttosto limitata.

## Storia del progetto

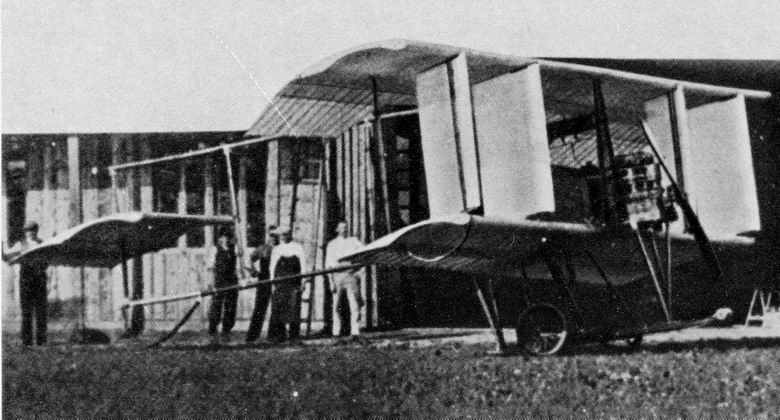
Una fotografia del Caproni Ca.6 scattata a Vizzola Ticino tra il 1911 e il 1913. Si nota molto chiaramente la doppia curvatura del profilo alare, la mancanza di deriva e le superfici verticali stabilizzatrici tra le ali.

Il Ca.6 era il successore del Ca.5 nella serie di biplani pionieristici che Gianni Caproni costruì e sperimentò tra il 1910 e il 1911 nell'officina e campo di volo improvvisati alla Malpensa prima e a Vizzola Ticino poi. Era un biplano monomotore a elica traente con tradizionale configurazione ad ali in prua e impennaggi in coda, ma era privo di fusoliera: essa era sostituita da una leggera struttura formata da due travi di legno sgusciato e da alcuni montanti verticali di rinforzo che sorreggevano i piani di coda. Essi erano composti unicamente di uno stabilizzatore-equilibratore orizzontale; la mancanza di una deriva verticale era compensata da quattro ampie superfici intelate che, collocate tra le ali, contribuivano alla stabilità del velivolo intorno all'asse verticale. Le ali riprendevano il profilo a doppia curvatura che aveva caratterizzato anche i velivoli Caproni immediatamente precedenti, ma con esiti non molto fortunati: le caratteristiche aerodinamiche di questo tipo di profilo, che era stato suggerito a Caproni dall'amico e collega Henri Coandă, si rivelarono ancora una volta insoddisfacenti.
Il gruppo motopropulsore era formato da un motore Rebus da 4 cilindri in linea capace di 50 CV (lo stesso che era già stato montato su diversi dei predecessori del Ca.6 a partire dal Ca.2) e da un'elica bipala metallica a passo variabile.
Il velivolo, costruito nella prima metà del 1911, fu pronto all'incirca nello stesso periodo in cui Caproni cominciò a orientarsi verso la progettazione di apparecchi di tipo monoplano ispirati al Blériot XI di Louis Blériot; perciò, benché non si conosca in dettaglio la sua storia operativa, si presume che l'impiego in volo del Ca.6 sia stato limitato.

Il Caproni Ca.6 appeso al soffitto del Palazzo dell'Arte di Milano in occasione dell'Esposizione dell'Aeronautica italiana che si tenne nel 1934.

## Esemplari attualmente esistenti
Comunque, la fine della vita operativa del Caproni Ca.6 non comportò la distruzione dell'aereo. Esso venne preservato all'interno delle officine Caproni fino al 1934, anno in cui venne portato a Milano per essere mostrato al pubblico in occasione dell'Esposizione dell'Aeronautica italiana; nel frattempo, nel 1927, i coniugi Gianni e Timina Caproni avevano fondato il Museo Caproni, nella cui sede di Taliedo il Ca.6 trovò posto a partire dagli anni quaranta. Dopo le vicissitudini legate alla seconda guerra mondiale e la riapertura del museo a Vizzola Ticino, il Ca.6 venne di nuovo esposto al pubblico. Ha trovato la sua collocazione definitiva all'interno del Museo dell'Aeronautica Gianni Caproni, riaperto a Trento, negli anni novanta.
L'aereo ha subito un primo intervento di ristrutturazione-conservazione prima di essere esposto a Milano, nei primi anni trenta: probabilmente fu in questa occasione che il bordo d'attacco delle ali venne rinforzato con un listello metallico e la fusoliera e le ali stesse vennero accorciate. Al momento del suo trasferimento a Trento, il Ca.6 ha subito un nuovo intervento; tuttavia, a causa della mancanza di disponibilità di disegni tecnici attendibili e di altra necessaria documentazione storica, non ha avuto luogo un vero e proprio restauro, ma solo un procedimento di conservazione.